# Mandopop
Mandopop (chinesisch 華語流行音樂 / 华语流行音乐, Pinyin Huáyǔ liúxíng yīnyuè, Jyutping Waa4jyu5 lau4hang4 jam1ngok6, englisch Mandarin Popular Music) ist eine Unterkategorie des sogenannten C-Pop (Chinesische Pop-Musik). Mandopop kommt hauptsächlich aus Taiwan und wird, wie der Name schon andeutet, in Hochchinesisch, d. h. essentiell im Peking-Dialekt des Mandarin (Nordchinesisch), gesungen, da hierdurch ein breiteres Publikum angesprochen wird, als auf Taiwanisch allein. Die Mehrheit der taiwanischen Bevölkerung spricht zwar Taiwanisch, doch Mandarin ist die Amtssprache, wird auch von den meisten verstanden und ermöglicht auch den sprachlichen Minderheiten wie Hakka und indigenen Taiwanern eine Identifikation mit den Texten.

## Sprache
Unter den vielen chinesischen Sprachen ist Kantonesisch eine Weitere. Diese vor allem im Süden Chinas gesprochene Sprache – einschließlich den Sonderverwaltungszonen Hongkong und Macau – hat ihre eigene Unterkategorie des C-Pop, den sogenannten Cantopop (粵語流行曲 / 粤语流行曲,  Yuèyǔ liúxíngqǔ, Jyutping Jyut6jyu5 lau4hang4kuk1, englisch Cantonese Popular Music), welcher hauptsächlich aus Hongkong (Volksrepublik China) stammt.
| Genre | Unterkategorie | Herkunft      | Sprache      | Schrift      |
| ----- | -------------- | ------------- | ------------ | ------------ |
| C-Pop | Cantopop       | Hongkong      | Kantonesisch | traditionell |
| C-Pop | Mandopop       | Taiwan        | Mandarin     | traditionell |
| C-Pop | Mandopop       | Festlandchina | Mandarin     | vereinfacht  |
| C-Pop | Mandopop       | Hongkong      | Mandarin     | traditionell |
| C-Pop | Mandopop       | Singapur      | Mandarin     | vereinfacht  |
| C-Pop | Mandopop       | Malaysia      | Mandarin     | vereinfacht  |

Die verwendete Schrift der Liedtexte der Alben richtet sich nicht nach dem Land des Sängers oder der Sängerin, sondern nach dem Land der Plattenfirma.

## Merkmale
Die Sprache ist weitestgehend der einzige Unterschied zwischen Mandopop und westlicher Popmusik. Musikalisch ist auch im Mandopop alles vertreten von seichtem Gedudel bis hin zu komplexeren Arrangements, welche aber stets den Nerv des Mainstream treffen sollen. Die Inhalte sind meist geprägt von Herzschmerz-, Beziehungs- und Liebesgeschichten.

## Bekannte Mandopop-Künstler

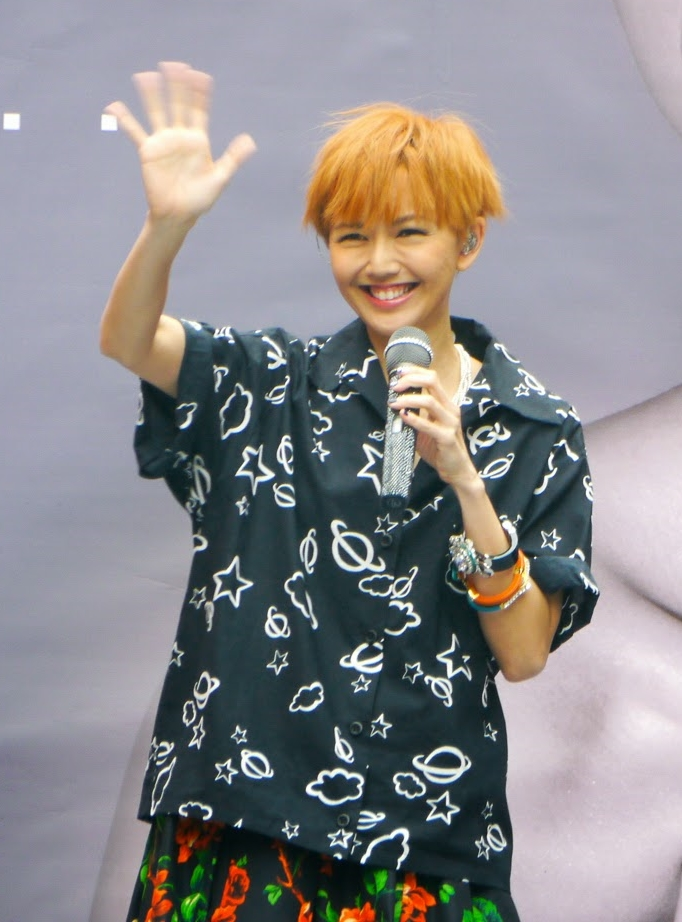
Stefanie Sun

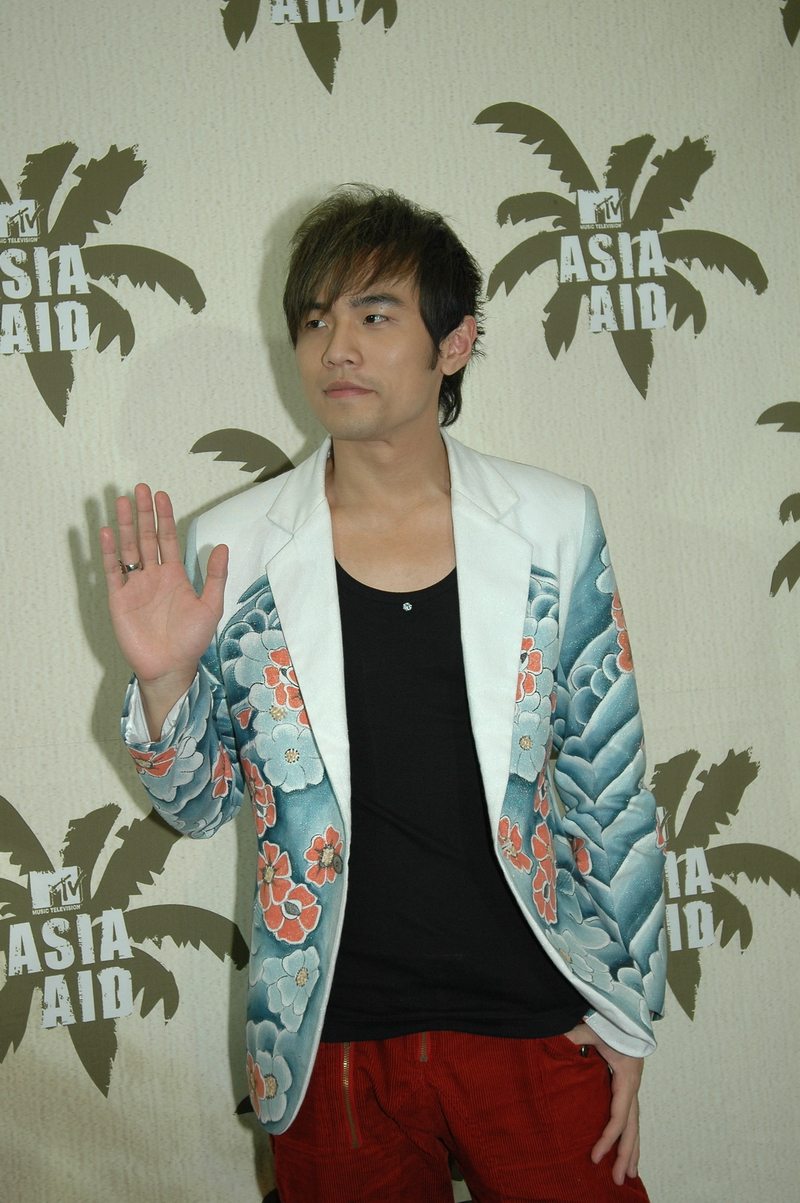
Jay Chou

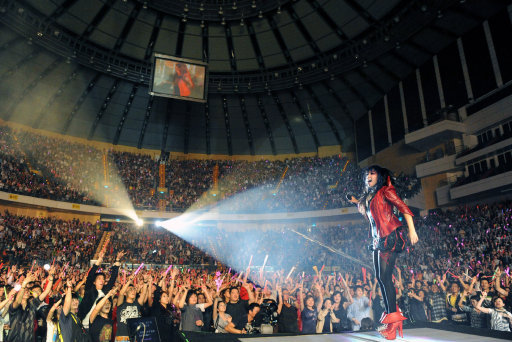
A-Mei

- Alan Kuo
- Alin Huang
- A-lin
- A-mei
- Andy Lau
- Angela Chang
- Chang Yu-Sheng
- Cheer Chen
- Chyi Chin
- Claire Kuo Jing
- Cyndi Wang
- David Tao
- Ding Dang
- Elva Hsiao
- Eric Chou
- Evan Yo
- Eve Ai
- Evonne Hsu
- Fahrenheit
- Faith Young
- Faye Wong
- HIT-5
- Hua Chenyu
- Jackie Chan
- Jay Chou
- Jeff Chang
- JJ Lin Jun Jie
- Joey Yung Jo Yee
- Jolin Tsai
- JVKV
- Karen Mok
- Leehom Wang
- Liu Yifei
- Mayday
- Melody Yeung
- Michael Wong
- Nan Quan Mama
- Nicky Wu
- Penny Tai
- Power Station
- Rainie Yang
- Rene Liu
- S.H.E.
- Sandee Chan
- Show Luo
- Stanley Huang
- Stefanie Sun
- Steve Chou
- Teresa Teng
- Valen Hsu
- Vivian Hsu
- Wilber Pan
- Wu Bai
- Wu Qing-feng
- Z-Chen
- Zhang Yu alias Phil Chang